# Kraj świętych i grzeszników
Kraj świętych i grzeszników (ang. In the Land of Saints and Sinners) – irlandzki dreszczowiec z 2023 r. w reżyserii Roberta Lorenza, z Liamem Neesonem w roli głównej, który miał premierę 6 września 2023 podczas 80. Międzynarodowego Festiwalu Filmowego w Wenecji.

## Fabuła
Rok 1974, od kilku lat w Irlandii Północnej trwa konflikt religijno-etniczno-polityczny. Członkowie Prowizorycznej Irlandzkiej Armii Republikańskiej (PIRA): fanatyczna przywódczyni – Doireann McCann wraz z trzema mężczyznami z jej oddziału – Curtisem Junem, Conanem McGrathem i Séamusem McKenną przeprowadza zamach bombowy w Belfaście, w którym ginie sześć osób, w tym przypadkowo troje dzieci. Następnie cała czwórka ucieka do nadmorskiego miasteczka Gleann Cholm Cille w hrabstwie Donegal, w północno-zachodniej Republice Irlandii, by się tam ukryć. Doireann została bowiem zidentyfikowana przez Royal Ulster Constabulary, ponieważ wysiadła z samochodu, próbując odpędzić od frontu pubu - który został wysadzony - przechodzące tam dzieci. W Gleann Cholm Cille mieszka szwagierka Curtisa – Sinéad Dougan, owdowiała właścicielka miejscowego baru wraz z małą córką – Moyą.
W Gleann Cholm Cille spokojne życie wiedzie Finbar Murphy, weteran II wojny światowej, który popadł w alkoholową depresję po śmierci żony. W walce z problemami pomógł mu lokalny boss przestępczy – Robert McQue, zatrudniając go jako zabójcę na zlecenie. Podając się za sprzedawcę książek, Finbar zaprzyjaźnia się z sąsiadką – Ritą oraz miejscowym funkcjonariuszem Garda Síochána – Vincentem „Vinniem” O'Shea. Po wykonaniu jednej z egzekucji Murphy postanawia zerwać z tą działalnością, jednak pojawienie się w miasteczku członków PIRA spowoduje, że nie będzie to takie łatwe.

## Obsada
- Liam Neeson jako Finbar Murphy
- Kerry Condon jako Doireann McCann
- Ciarán Hinds jako Vincent O'Shea
- Sarah Greene jako Sinéad Dougan
- Jack Gleeson jako Kevin Lynch
- Colm Meaney jako Robert McQue
- Desmond Eastwood jako Curtis June
- Conor MacNeill jako Conan McGrath
- Seamus O'Hara jako Séamus McKenna
- Niamh Cusack jako Rita Quinn
- Mark O'Regan jako Bart McGuiness
- Anne Brogan jako Josie McQue
- Conor Hamill jako Pat O'Donnell
- Valentine Olukoga jako Hasan Bello
- Laura Hughes jako Catherine O'Shea
- Joe Gallagher jako pan Wright[1]

## Produkcja
Zdjęcia do filmu kręcono od marca 2022 r. w Irlandii, w kilku lokalizacjach hrabstwa Donegal (w historycznej prowincji Ulster), tj. miejscowościach: Kilcar, Killybegs, Gleann Cholm Cille, Ardara i plaży Silver Strand w Malin Beg, a także w Dublinie.

## Odbiór

### Box office
W Stanach Zjednoczonych film zarobił 2 mln dolarów, natomiast w innych krajach przychody wyniosły około miliona, co przenosi się na łączny przychód ze sprzedaży biletów w wysokości blisko 3 mln dolarów.

### Reakcja krytyków
Film spotkał się z pozytywną reakcją krytyków. W agregatorze recenzji Rotten Tomatoes 82% z 60 recenzji uznano za pozytywne, a średnia ocen wyniosła 6,6 na 10. Z kolei w agregatorze Metacritic średnia ważona ocen z 11 recenzji wyniosła 64 punkty na 100.